# Juha Ruusuvuori

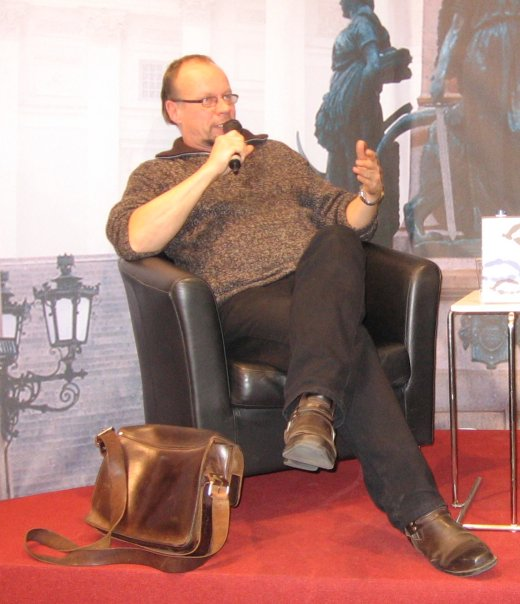
Ruusuvuori på Helsingfors bokmässa 2007

Juha Ruusuvuori, född 16 juli 1957 i Uleåborg, är en finländsk författare.
Ruusuvuori har framför allt blivit känd för sina historiska romaner med motiv från medeltidens kyrkostrider, Kaniikki Lupus (1993) och Ryöstetty pyhimys (1995). Samtidsromanen Nokian nuoriso-ohjaaja (2003) ger satiriska bilder från ett välståndsdäst Finland. Han har även publicerat sig som dramatiker och barnboksförfattare. Efter att ha flyttat till Dalsbruk på 1990-talet har han skrivit flera pjäser direkt på svenska för den lokala amatörteatern. Om sina erfarenheter som finskspråkig inflyttare i en svensk trakt berättar han i Muukalainen muuminlaaksossa (2005), som formas till ett engagerat försvarstal för den finlandssvenska minoriteten i Finland.